# Rolf Steffenburg
Rolf Steffenburg (ur. 14 marca 1886 w Gävle, zm. 18 marca 1982 w Sztokholmie) – szwedzki żeglarz, olimpijczyk, zdobywca złotego medalu w regatach na letnich igrzyskach olimpijskich w 1920 roku w Antwerpii.
Na Letnich Igrzyskach Olimpijskich 1920 zdobył złoto w żeglarskiej klasie 30 m². Załogę jachtu Kullan tworzyli również Gösta Lundqvist i Gösta Bengtsson.